# Machern
Machern este o comună din landul Saxonia, Germania. Se află la o altitudine de 135 m deasupra nivelului mării. Are o suprafață de 38,92 km². Populația este de 6.664 locuitori, determinată în 30 septembrie 2019, prin actualizare statistică[*].